# Bactris major
Bactris major là loài thực vật có hoa thuộc họ Arecaceae. Loài này được Jacq. mô tả khoa học đầu tiên năm 1781.

## Hình ảnh

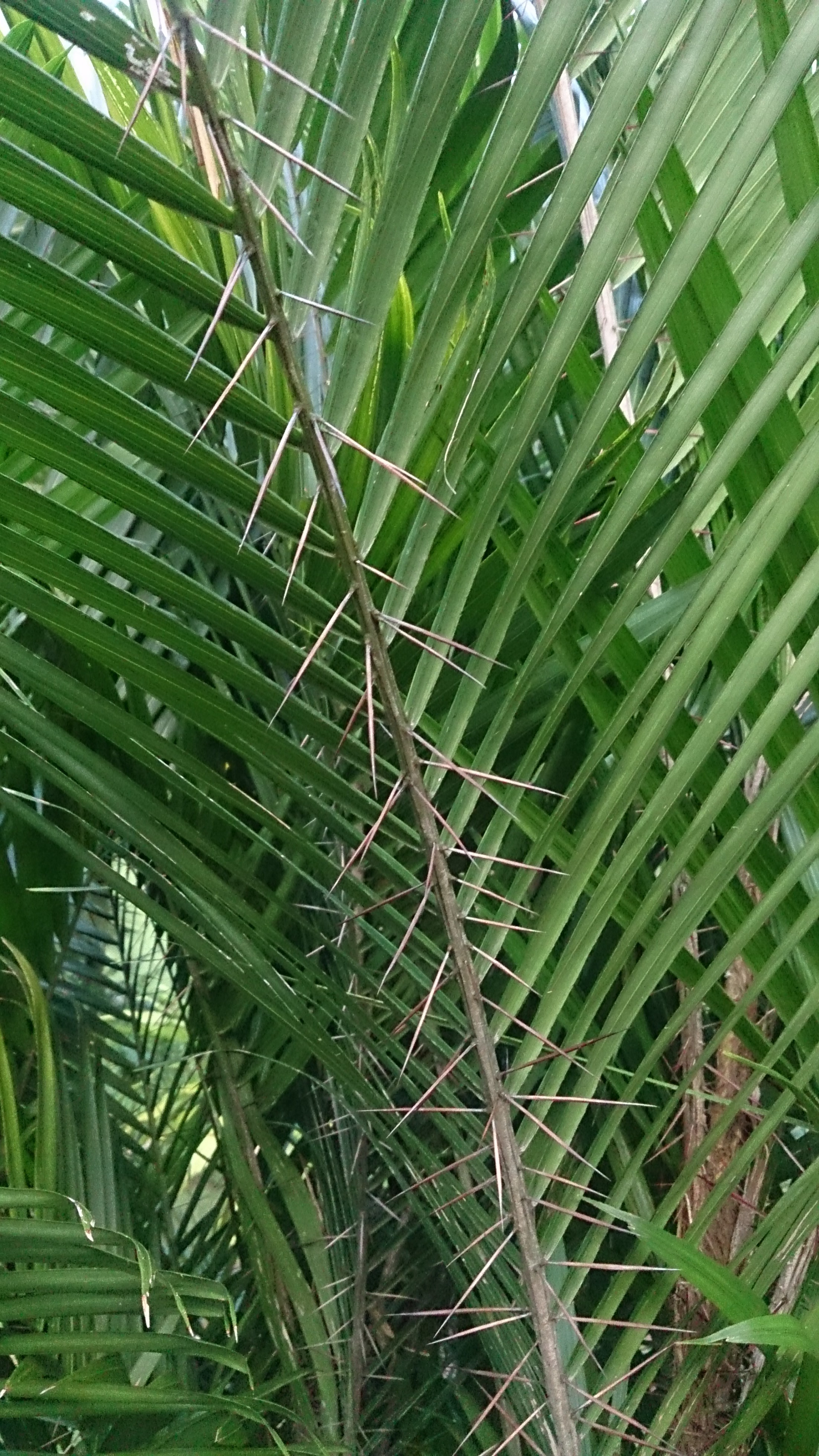
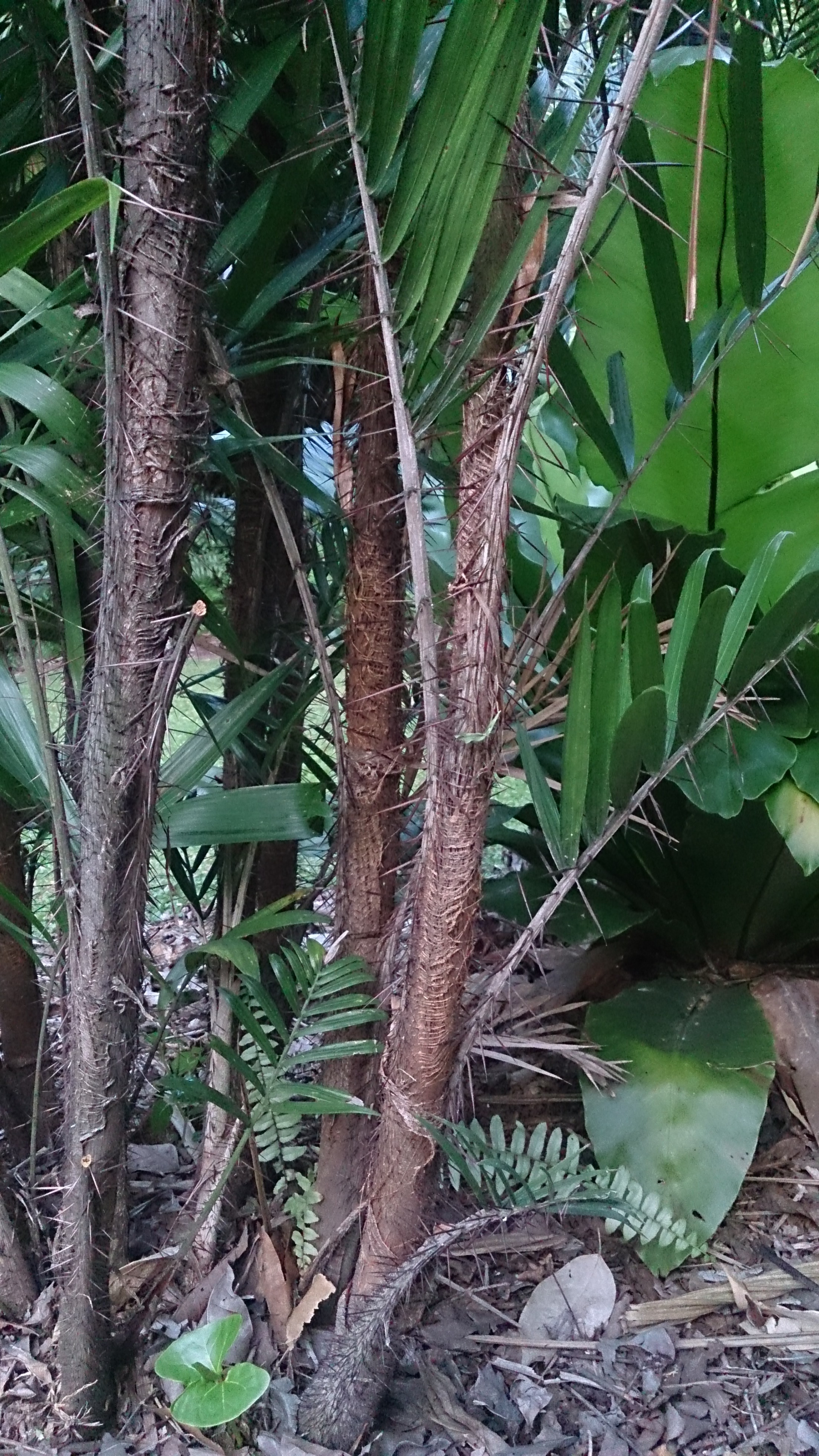
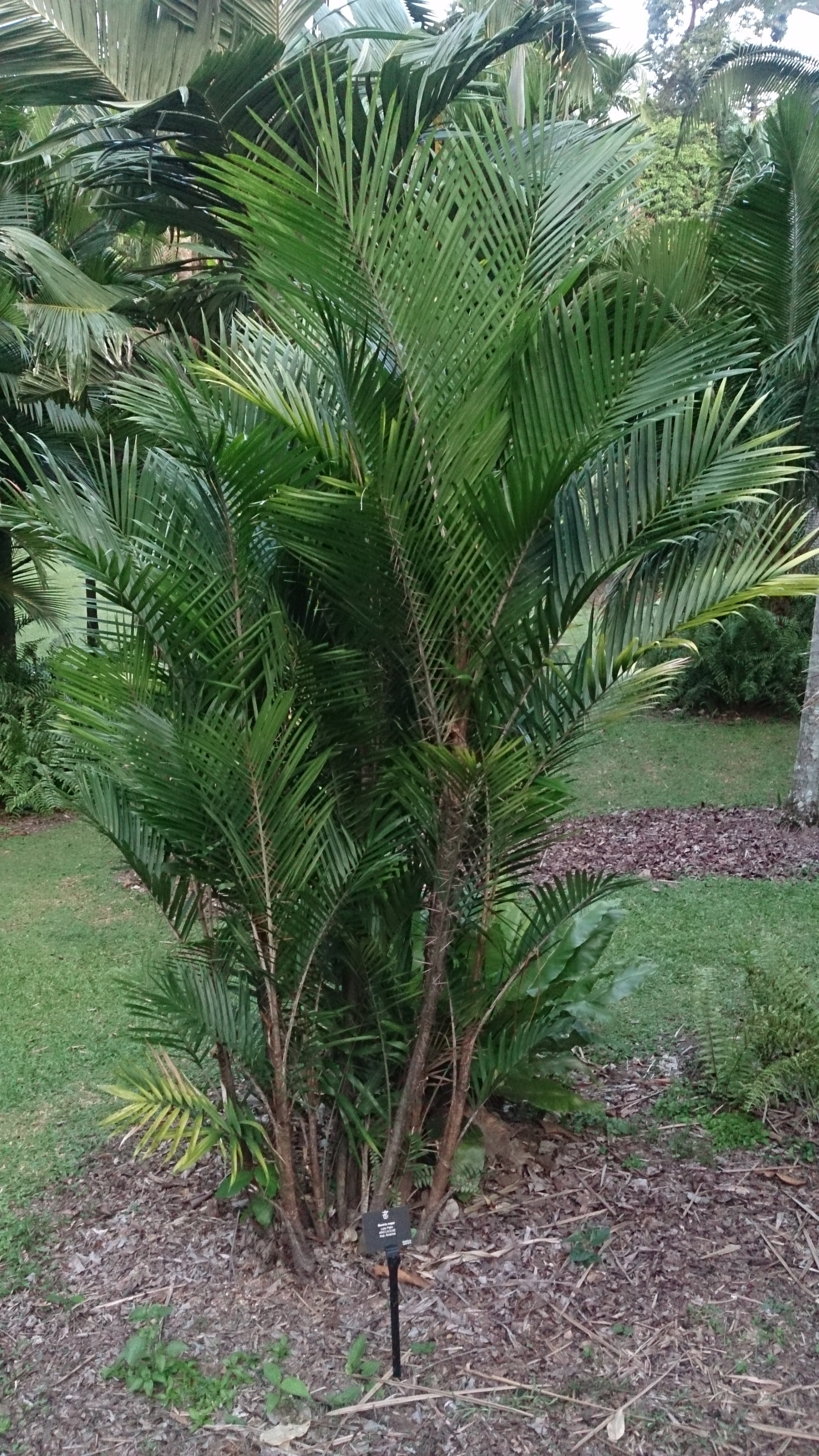
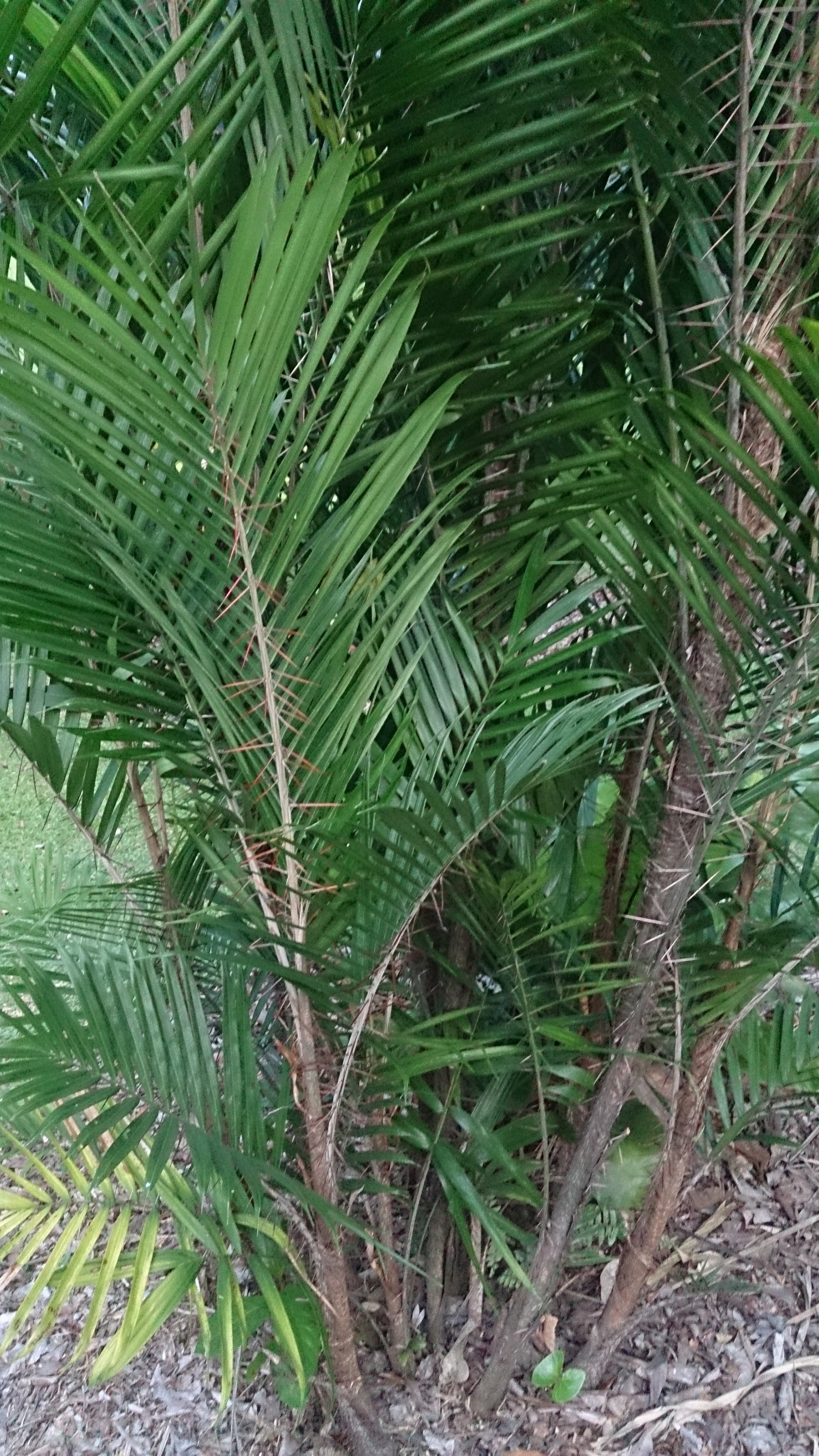